# Renault Triber

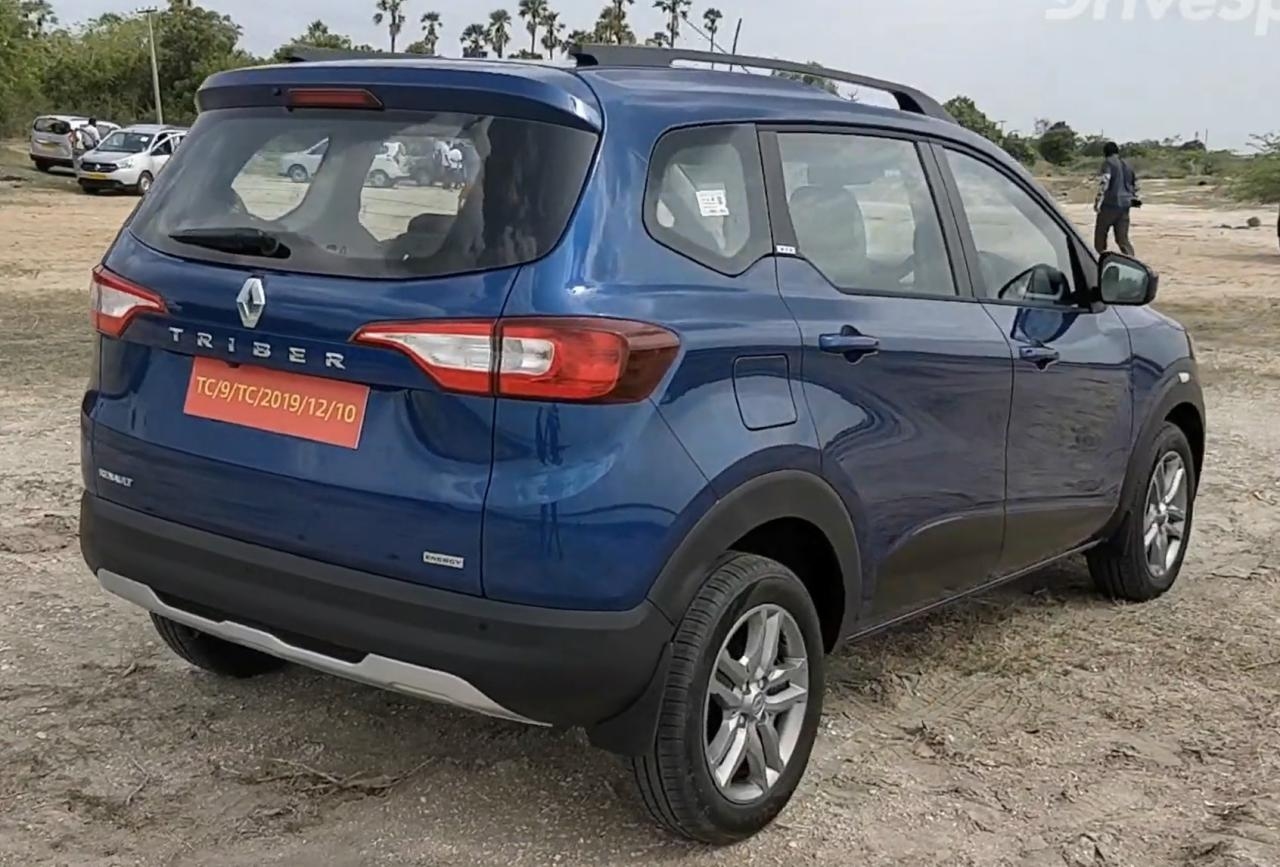
Вид сзади

Renault Triber — субкомпактвэн, представленный компанией Renault в Индии 19 июня 2019 года и поступивший в продажу в августе 2019 года.

## Описание
Renault Triber, равно как и Renault Kwid, выпущен на платформе CMF-A. Несмотря на это, автомобиль на 90% состоит из специальных деталей, которые не применяются Renault и Nissan, поскольку Triber считается самым крупным автомобилем на платформе CMF-A.
Лоуренс ван ден Акер, корпоративный дизайнер Renault Group, сказал, что интерьер автомобиля является «чудом», и назвал его «чем-то вроде Леонардо да Винчи», поскольку он имеет три ряда сидений в кузове длиной менее четырёх метров. Это было достигнуто за счёт того, что капот и моторный отсек были сделаны как можно короче, что сделало невозможным установку на автомобиль дизельного двигателя или любого другого более крупного бензинового двигателя. Ширина автомобиля составляет 1739 мм (68,5 дюйма), что позволяет максимально увеличить пространство в салоне, особенно во втором ряду, где комфортно размещаются три человека. Увеличенная колёсная база и уменьшенная подвеска также способствовали увеличению пространства салона, длина которого, по словам Ван ден Акера, составляет около 3 метров. Сиденья второго ряда оснащены функцией откидывания и раздельного складывания. Для третьего ряда сидений, подлокотников и розеток для зарядки предусмотрено специальное вентиляционное отверстие. Третий ряд можно полностью снять, чтобы освободить багажник до 625 л.
Одной из сложных частей разработки Triber является максимальное увеличение пространства для пассажиров третьего ряда, поскольку это пространство обычно занято механизмом откидывания задней двери. Задняя часть крыши приподнята, что позволяет увеличить запас высоты и установить на крыше воздуходувки кондиционера. Выступ крыши замаскирован рейлингом, что делает его менее заметным.
Автомобиль также выполнен в «кроссоверном» стиле, что, по словам Ван ден Акера, «придаёт автомобилю гораздо более жёсткую подвеску и приближает его к классу внедорожников». Это также сделало бы автомобиль «привлекательным» для водителей в Индии, которые предпочитают высокое положение за рулём и высокий дорожный просвет.

### Triber Express
Triber Express является малотоннажным грузовым автомобилем на базе Triber, представленным в 2022 году для южно-африканского рынка. Объём грузового отсека 1500 л, а грузоподъёмность 542 кг.

## Технические характеристики
Renault Triber оснащён трёхцилиндровым бензиновым двигателем BR10 мощностью 53 кВт (71 л. с.) при 6250 об/мин и крутящим моментом 96 Н⋅м при 3500 об/мин, который сочетается в паре пятиступенчатой механической или же автоматизированной трансмиссией.

## Продажи
| Год  | Индия  |
| ---- | ------ |
| 2019 | 24,142 |
| 2020 | 38,906 |
| 2021 | 32,766 |
| 2022 | 31,678 |